# Aleksandrowka (rejon aleksandrowski)
Aleksandrowka (ros. Александровка) – wieś (sieło) w Rosji, w obwodzie orenburskim, ośrodek administracyjny rejonu aleksandrowskiego. W 2010 liczyła 3988 mieszkańców.